# Ždralovi
Ždralovi is een plaats in de gemeente Bjelovar in de Kroatische provincie Bjelovar-Bilogora. De plaats telt 1498 inwoners (2001).